# Barrio los Silvestres
Barrio los Silvestres är en ort i Mexiko.   Den ligger i kommunen Cadereyta de Montes och delstaten Querétaro Arteaga, i den centrala delen av landet, 160 km nordväst om huvudstaden Mexico City. Barrio los Silvestres ligger 2 074 meter över havet och antalet invånare är 130.
Terrängen runt Barrio los Silvestres är varierad. Runt Barrio los Silvestres är det ganska glesbefolkat, med 38 invånare per kvadratkilometer. Närmaste större samhälle är Tequisquiapan, 18,7 km söder om Barrio los Silvestres. Trakten runt Barrio los Silvestres består i huvudsak av gräsmarker.